# إدنا أندرادي
إدنا أندرادي (بالإنجليزية: Edna Andrade)‏ هي رسامة وفنانة أمريكية، ولدت في 25 يناير 1917 في بورتسموث في الولايات المتحدة، وتوفيت في 17 أبريل 2008 في فيلادلفيا في الولايات المتحدة.